# 에레스만 접속
미분기하학에서 에레스만 접속(Ehresmann接續, 영어: Ehresmann connection)은 임의의 올다발에서, 올의 원소를 주어진 곡선을 따라 "평행하게" 이동하는 방법을 제시하는 구조이다. 구체적으로, 올다발의 접다발에서, 밑공간과 평행한 방향으로 구성되는 부분 벡터 다발이다. 이를 통해 평행 운송과 홀로노미 및 곡률을 정의할 수 있지만, 단면에 대한 공변 미분 연산자를 정의할 수 없다. 벡터 다발의 코쥘 접속이나, 주다발의 주접속의 공통된 일반화이다.

## 정의
매끄러운 다양체 {\displaystyle M} 위의 매끄러운 올다발
{\displaystyle \pi \colon E\twoheadrightarrow M}
이 주어졌다고 하고, {\displaystyle E} 및 {\displaystyle E}의 각 올이 매끄러운 다양체를 이룬다고 하자. 그렇다면 수직 벡터 다발 {\displaystyle \mathrm {V} E\subseteq \mathrm {T} E}를 정의할 수 있다.
이에 따라, 짧은 완전열
{\displaystyle 0\to \mathrm {V} E\hookrightarrow \mathrm {T} E\;{\overset {\pi ^{*}\mathrm {T} \pi }{\twoheadrightarrow }}\;\pi ^{*}\mathrm {T} M\to 0}
이 존재한다. (여기서 {\displaystyle \pi ^{*}\mathrm {T} \pi \colon (e,u)\mapsto (e,\mathrm {T} \pi (u))}이다.) 이는 (벡터 다발의 범주이므로) 물론 분할 완전열이지만, 이러한 분할은 (추가 데이터 없이) 표준적으로 주어지지 않는다. 에레스만 접속은 위 분할을 표준적으로 제시하는 데이터이다.
{\displaystyle E} 위의 (에레스만) 접속(Ehresmann接續, 영어: (Ehresmann) connection) {\displaystyle \iota \colon H\hookrightarrow \mathrm {T} E}는 다음 조건을 만족시키는 {\displaystyle \mathrm {T} E\twoheadrightarrow E}의 매끄러운 부분 벡터 다발이다.
{\displaystyle \mathrm {T} E=H\oplus \mathrm {V} E}
이는 1차 제트 다발 {\displaystyle \mathrm {J} ^{1}E\twoheadrightarrow E}의 매끄러운 단면과 같다. 직관적으로, 에레스만 접속은 {\displaystyle E}의 접공간 {\displaystyle \mathrm {T} _{e}E}를 밑공간 {\displaystyle M}과 수직인 방향 {\displaystyle \mathrm {V} _{e}E}과 수평인 방향 {\displaystyle H_{e}}으로 분해한다. 밑방향와 수직인 방향은 에레스만 접속 없이도 정의할 수 있지만, 밑공간과 수평인 방향을 정의하려면 에레스만 접속이 필요하다.
에레스만 접속 {\displaystyle H}가 주어졌을 때, 다음과 같은 벡터 다발 사영을 정의할 수 있다.
{\displaystyle v\colon \mathrm {T} E\twoheadrightarrow \mathrm {V} E}
{\displaystyle v\colon (h,u)\mapsto u\qquad \left(h\in \Gamma (H),\;u\in \Gamma (\mathrm {V} E)\right)}
{\displaystyle 0\to \mathrm {V} E\;{\underset {v}{\rightleftarrows }}\;\mathrm {T} E\;{\overset {\pi ^{*}\mathrm {T} \pi }{\underset {\iota }{\rightleftarrows }}}\;\pi ^{*}\mathrm {T} M\to 0}
즉,
{\displaystyle H=\ker v}
가 된다. 이 경우, {\displaystyle v}를 에레스만 접속 {\displaystyle H}의 접속 형식(接續形式, 영어: connection form)이라고 한다. {\displaystyle v}는 {\displaystyle E} 위의, {\displaystyle \mathrm {V} E} 값을 갖는 1차 미분 형식으로 간주할 수 있다.

### 곡률
올다발 {\displaystyle \pi \colon E\twoheadrightarrow M} 위의 에레스만 접속 {\displaystyle \ker v}의 곡률 형식(曲率形式, 영어: curvature form)은 다음과 같은, {\displaystyle E} 위의 {\displaystyle \mathrm {T} E} 값의 2차 미분 형식이다.
{\displaystyle R={\frac {1}{2}}[v\wedge v]\in \Omega ^{2}(E,\mathrm {T} E)}
여기서 {\displaystyle [\wedge ]}는 {\displaystyle \mathrm {T} E} 값의 미분 형식 {\displaystyle v\in \Omega ^{1}(E,\mathrm {T} E)}의 괄호이다.
곡률 형식이 0인 에레스만 접속을 평탄 에레스만 접속(平坦Ehresmann接續, 영어: flat Ehresmann connection)이라고 한다.

### 평행 운송
밑공간 {\displaystyle M} 위에 곡선 {\displaystyle \gamma \colon [a,b]\to M}이 주어졌다고 하고, {\displaystyle M} 위의 매끄러운 올다발 {\displaystyle E} 속에 에레스만 접속 {\displaystyle H}가 주어졌다고 하자. 그렇다면, 접속을 사용하여 올 사이의 평행 운송
{\displaystyle P(\gamma )\colon E_{\gamma (a)}\to E_{\gamma (b)}}
을 정의할 수 있다.

## 예
올다발에 벡터 다발이나 주다발과 같은 추가 구조가 주어질 경우, 이들 구조와 호환되는 특수한 접속들을 정의할 수 있다. 반대로, 에레스만 접속의 개념은 벡터 다발이나 주다발 위의 접속의 개념의 일반화이다.

### 주접속
리 군 {\displaystyle G}에 대하여, {\displaystyle \pi \colon E\twoheadrightarrow M}가 {\displaystyle G}-주다발이라고 하자. 이 경우, 수직 벡터 다발 {\displaystyle VE}는 리 대수 {\displaystyle {\mathfrak {g}}=T_{1}G}에 대한 자명한 벡터 다발과 동형이다.
{\displaystyle \mathrm {V} E\cong {\mathfrak {g}}\times E}
따라서, {\displaystyle E} 위의 에레스만 접속 형식 {\displaystyle v\colon \mathrm {T} E\twoheadrightarrow \mathrm {V} E}는 {\displaystyle {\mathfrak {g}}} 값의 1차 미분 형식이 된다. 만약 {\displaystyle v}가 {\displaystyle G}의 작용과 호환된다면, 이는 주다발 {\displaystyle E}의 주접속을 이룬다.

### 코쥘 접속
{\displaystyle E}가 벡터 다발이라고 하자. 이 경우, 수직 벡터 다발 {\displaystyle \mathrm {V} E}는 표준적으로 다발의 당김 {\displaystyle \pi ^{*}E}와 동형이다. {\displaystyle E} 위의 에레스만 접속 {\displaystyle \ker v}가 주어졌다고 하자. {\displaystyle E}의 매끄러운 단면 {\displaystyle s\in \Gamma (E)}는 함수
{\displaystyle s\colon M\to E}
로 생각할 수 있으며, 따라서 그 미분
{\displaystyle \mathrm {d} s\colon \mathrm {T} M\to TE}
를 정의할 수 있다. 여기에
{\displaystyle v\colon \mathrm {T} E\to \mathrm {V} E\cong \pi ^{*}E}
를 합성하자.
{\displaystyle v\circ \mathrm {d} s\colon \mathrm {T} M\to \pi ^{*}E}
만약 {\displaystyle v\colon \mathrm {T} M\to \mathrm {T} E}가 선형이라면 (즉, 벡터 다발의 사상이라면), {\displaystyle v\circ ds} 역시 벡터 다발의 사상이 되며,
{\displaystyle \nabla \colon \Gamma (E)\to \Gamma (\mathrm {T} ^{*}M\otimes E)}
{\displaystyle \nabla \colon s\mapsto v\circ \mathrm {d} s}
는 벡터 다발의 코쥘 접속을 이룬다. 반대로, {\displaystyle E} 위의 코쥘 접속 {\displaystyle \nabla }가 주어졌을 때,
{\displaystyle H_{e}=\{\mathrm {d} s_{\pi (e)}(T_{\pi (e)}M)\colon s\in \Gamma (E),\;s(\pi (e))=e,\;\nabla s=0\}}
로 정의하면 {\displaystyle H}는 에레스만 접속을 이룬다.

### 카르탕 접속
{\displaystyle E\twoheadrightarrow M}가 동차공간 {\displaystyle G/H}를 올로 하는 올다발이라고 하고, 또 {\displaystyle G/H}에서 0의 잉여류에 해당하는 매끄러운 단면 {\displaystyle s\in \Gamma (E)}이 주어졌다고 하자.
{\displaystyle E} 위의 에레스만 접속 {\displaystyle \ker v}가 다음 두 조건을 만족시킨다고 하자.
- 국소적 자명화를 잡았을 때, 임의의 곡선 {\displaystyle \gamma \colon [0,1]\to M}에 대하여, 평행 운송 {\displaystyle T_{\gamma (0)}M\to T_{\gamma (1)}M}은 어떤 {\displaystyle g\in G}의 작용으로 주어진다.
- 임의의 {\displaystyle x\in M}에 대하여, {\displaystyle s^{*}v\colon T_{x}M\to V_{s(x)}E}는 벡터 공간의 동형이다.

그렇다면 이는 {\displaystyle M} 위의 {\displaystyle G/H}-올다발 위의 카르탕 접속의 개념과 동치이다.

## 역사
역사적으로 접속은 리만 기하학에서 무한소적 관점으로 다루어졌다. 이는 일정 부분 엘빈 브루노 크리스토펠의 연구로 시작되었으며, 나중에 그레고리오 리치쿠르바스트로와 툴리오 레비치비타가 크리스토펠이 사용한 의미의 접속을 이용하면 평행 운송의 개념을 만들 수 있음을 발견하면서 보다 큰 관심을 받게 되었다.
레비치비타는 접속을 일종의 미분 작용소로, 평행 운송을 미분 방정식의 해로 보았다. 20세기에 엘리 카르탕은 미분 형식의 기술을 펠릭스 클라인의 에를랑겐 프로그램에 적용하려고 하면서 접속의 새로운 개념을 개발해냈다. 그는 자신의 카르탕 접속이 고전적인 에를랑겐 기하학에는 존재하지 않는 곡률의 개념을 제공한다는 것을 알아차렸다. 뿐만 아니라 카르탕은 장 가스통 다르부의 동역학을 이용해 평행 운송을 카르탕 접속에 대해 일반화시키고, 이를 통해 접속을 미분형식의 한 종류로 보는 새로운 흐름이 나타났다.
1950년에 장루이 코쥘은 벡터 다발의 코쥘 접속의 현대적인 정의를 제시하였다. 같은 해에 카르탕의 제자 샤를 에레스만(프랑스어: Charles Ehresmann)은 임의의 올다발 위의 에레스만 접속의 개념을 도입하였다.